# Kurvenlicht
Mit Kurvenlicht werden Fahrzeugscheinwerfer bezeichnet, die bei Kurvenfahrt ihre Leuchtrichtung in Kurvenrichtung verändern (dynamisches Kurvenlicht) oder beim Abbiegen oder Betätigung des Fahrtrichtungsanzeigers zugeschaltet werden (statisches Kurvenlicht). Dadurch soll die Fahrsicherheit bei Dunkelheit durch besseres Sichtfeld (Ausleuchtung) erhöht werden. Die Technik gibt es vor allem in Personenkraftwagen. Das Kurvenlicht wird englisch mit AFS (Adaptive Front-lighting System) oder AFL (Adaptive Forward Lighting bei Opel) bezeichnet.

## Historische Entwicklung

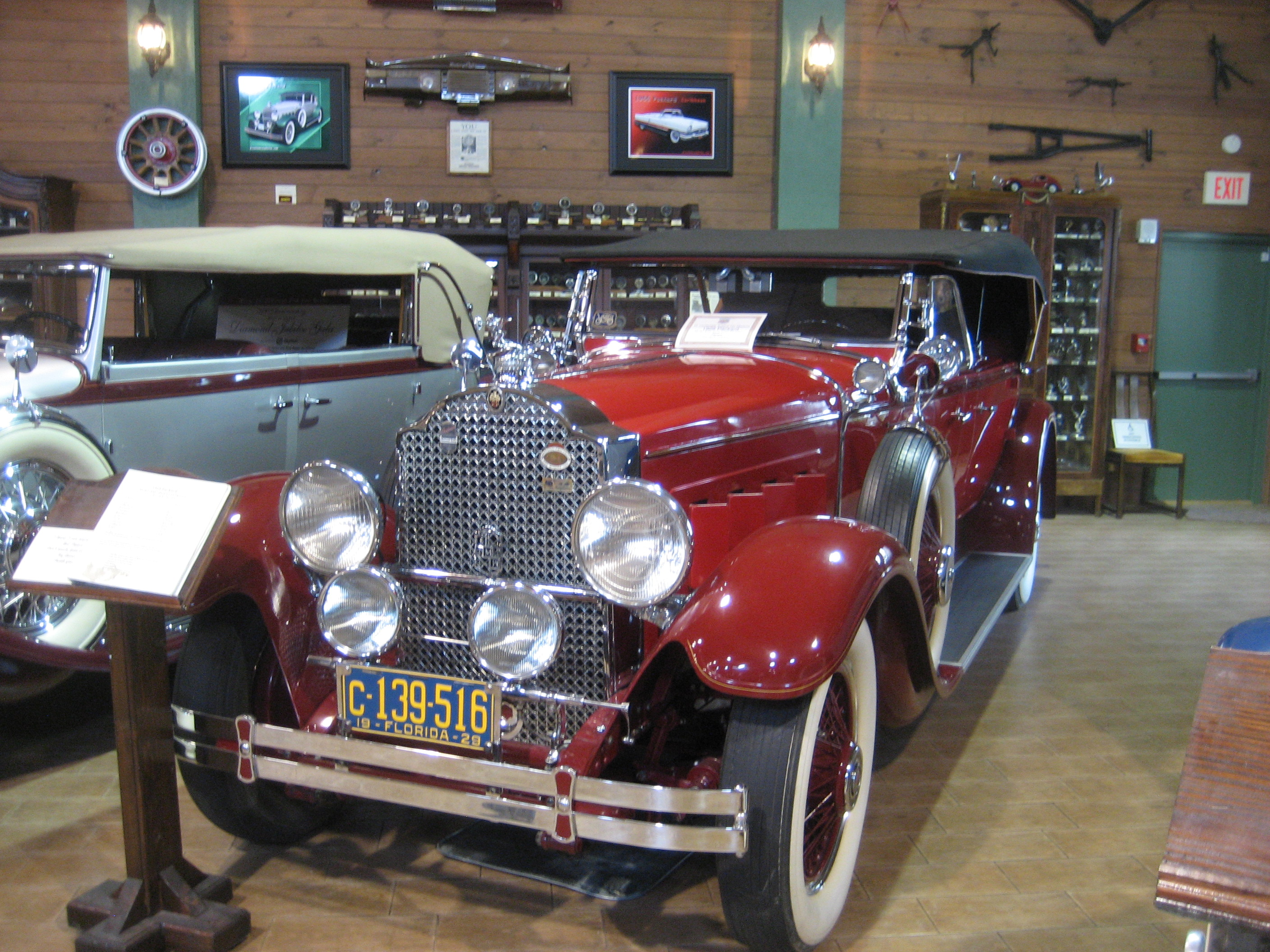
Pilot Ray Kurvenlicht an einem Packard Deluxe Eight Dual Cowl Phaeton von 1929. Das Gestänge zur Lenkung ist unter dem Kotflügel sichtbar.

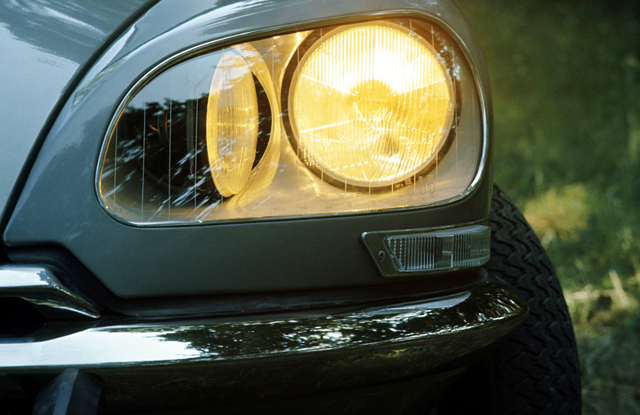
Per Seilzug gesteuerter Scheinwerfer im Citroën DS

Bereits 1914 berichtet die Presse von einem automatischen Kurvenlichtscheinwerfer für Nachtfahrten, welcher auf einer Verbindungsstange zwischen den Scheinwerfern zu montieren war und über Gestänge von der Lenkung bewegt wurde. Als Erfinder scheint ein Mann namens Kallhaus auf. Auch das Automobil von Kaiser Franz Joseph von Österreich wurde mit einem solchen Kurvenlicht ausgestattet.
Ein erstes serienmäßiges Kurvenlicht wurde 1918 im Cadillac Type 57 angeboten. Im Jahre 1926 meldete der Erfinder George S. Keck aus Pasadena (Kalifornien) ein Patent an für ein Dirigible headlight for automobiles and the like. In der Folge arbeitete er mit der Pilot Ray Corporation of America in Wilmington (Delaware) zusammen, für die er weitere Patente ausarbeitete. Pilot Ray Self-Steering Automatic Safety Lights konnten einzeln oder zu zweit auf einer Stange vor der Kühlermaske angebracht werden. Sie erschienen um 1928 auf dem Markt und wurden ebenso im Zubehörhandel zur Nachrüstung angeboten wie auch von vielen Automobilherstellern in ihren Katalogen geführt. 1931 reichte Charles M Cronkhite dazu ein weiterführendes Patent ein.
Tatra baute 1935 im Tatra 77 und später im Tatra 87 ein Kurvenlicht ein. Auch der Tucker ’48, der ab 1948 nur in einer Kleinstserie produziert wurde, hatte einen dritten Scheinwerfer in der Mitte, das sogenannte „Zyklopenauge“.
Ab September 1968 wurde Kurvenlicht in Europa wieder serienmäßig von Citroën im DS verwendet. Über einen Seilzug, der mit der Lenkung verbunden war, wurden die Fernlichtscheinwerfer gelenkt.
Der 1970–1975 produzierte Citroën SM hatte – anders als der Citroën DS mit seiner Seilzugbetätigung der inneren Scheinwerfer – an dieser Stelle ein hydraulisch betätigtes Kurvenlicht, das ebenso eine Bewegung der Scheinwerfer um die Querachse (zum Ausgleich von Nickbewegungen) ermöglichte. Die in Zusammenarbeit mit Cibié entwickelte Scheinwerferbatterie des SM arbeitet mit sechs Hauptscheinwerfern. Die äußeren größeren sind kombinierte klassische Scheinwerfer. Zur Mitte hin folgen dann breitstreuende Abblendlichter für den Nahbereich. Ganz innen sitzen zu beiden Seiten des Kennzeichens die der Lenkung nicht nur nachfolgenden, sondern in den Winkelgraden etwas vorauseilenden schwenkenden Fernscheinwerfer. Dadurch wird eine Kurvenausleuchtung bewirkt, die auch den Bereich des Kurvenendes erfassen kann.
In den 1960er-Jahren hatte der Gesetzgeber aus Sicherheitsgründen das Schwenken des Abblendlichtes verboten. Erst 2002 wurden die entsprechenden ECE-Regelungen wieder geändert.
Seit diesem Zeitpunkt bieten verschiedene Fahrzeughersteller Kurvenlicht (meist nur in Verbindung mit Xenonlicht) an, so beispielsweise: Audi, BMW, Renault, Citroën, Mercedes-Benz, Opel, Seat und VW. Um die dreidimensionale Beweglichkeit des Lichtkegels hervorzuheben, wird oft auch von adaptivem Kurvenlicht gesprochen. Die Hersteller Peugeot, Ford, Škoda, Opel und Renault, bieten Kurvenlicht inzwischen auch mit Halogenscheinwerfern an, zum Beispiel im Peugeot 207, im Ford Focus, im Škoda Fabia, im Opel Corsa und Meriva sowie im Renault Clio. VW bietet unter anderem das Kurvenfahrlicht seit 2014 mit LED-Scheinwerfern im VW Passat B8 an.

### Mitleuchtende Nebelscheinwerfer
Seit einiger Zeit bieten Autohersteller, meist als Sonderausstattung, eine verbesserte Kurvenausleuchtung durch situationsabhängig einzeln mitleuchtende Nebelscheinwerfer an. Dieses wird häufig als Abbiegelicht oder statisches Kurvenlicht bezeichnet, um eine Abgrenzung zu den mitschwenkenden Scheinwerfern hervorzuheben. Dabei schaltet sich ab der Unterschreitung einer von Hersteller definierten Geschwindigkeit und nach Betätigung des Fahrtrichtungsanzeigers oder bei einem Mindestlenkeinschlag automatisch der linke bzw. rechte Nebelscheinwerfer ein, der den Boden in der Nähe besser ausleuchtet, so beispielsweise bei Audi, BMW, Mercedes-Benz, Peugeot, Citroën, Škoda und VW. Manche Hersteller bauen in die Nebelscheinwerfer noch zusätzlich schwenkbare Reflektoren ein.

### Abbiegelicht im Scheinwerfer integriert
Einige Autohersteller wie Citroën oder Opel bieten im Scheinwerfer integriertes Abbiegelicht. Bei Opel heißt es AFL oder AFL+. Hierbei wird bei niedrigen Geschwindigkeiten oder im Stand und betätigtem Blinker eine zusätzliche Lampe im Scheinwerfer entsprechend der Richtung dazugeschaltet, was auch hier den Boden besser ausleuchtet. Dies hat den Vorteil, dass der entgegenkommende Verkehr nicht irritiert oder abgelenkt wird, wie es zum Beispiel bei anderen Konstruktionen vor allem im Kreisverkehr zu sehen ist.

## Ausführungen

AFL-Scheinwerfer des Opel Vectra C aktiv

Man unterscheidet statisches und dynamisches Kurvenlicht. Auch eine Kombination beider Ausführungen ist zulässig.
- Das statische Kurvenlicht (auch Abbiegelicht genannt) wird durch Zuschalten einer separaten Lichtfunktion realisiert. Der Reflektor ist feststehend und so ausgerichtet, dass er den gewünschten Bereich vor dem Fahrzeug ausleuchtet. Während einige Automobilhersteller dies über das einseitige Einschalten eines Nebelscheinwerfers realisieren, wird die Funktion bei anderen Herstellern über eigene Scheinwerfer erreicht. Meist liegt der Lichtschwerpunkt 60–80 Grad vor dem Fahrzeug und erleichtert das Abbiegen mit kleinen Kurvenradien, etwa das Einbiegen in eine Einfahrt.
- Das dynamische Kurvenlicht wird durch horizontales Schwenken des gesamten Abblendlichts bzw. nur der Abblendlichtlinse um den Brennpunkt realisiert. Der Schwenkbereich beträgt typischerweise maximal 15 Grad in jede Richtung. Dieser Bereich ist besser für Kurven geeignet, die mit Geschwindigkeiten über 30 km/h durchfahren werden. Auf Autobahnen sind die Kurvenradien meist so groß, dass ein Schwenken des Abblendlichtes nicht notwendig ist.

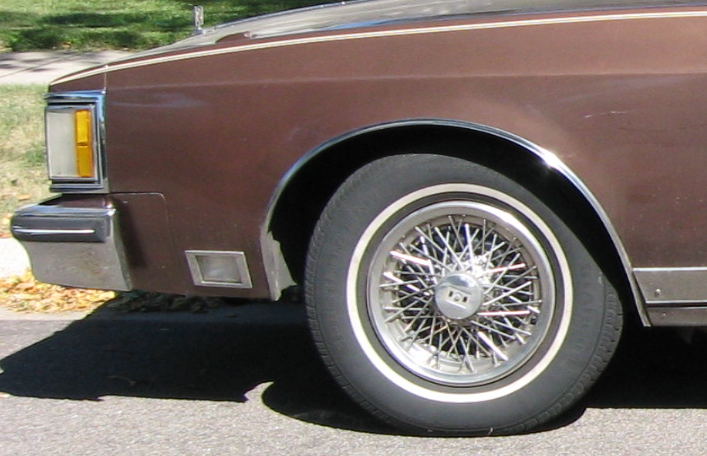
Die „Cornering Lamp“ am Oldsmobile 98 (Modelljahr 1980–1986)

Nicht zu verwechseln ist das statische Kurvenlicht mit den an einigen amerikanischen Fahrzeugen installierten zusätzlichen seitlichen Scheinwerfern, in Amerika „Cornering Lamp“ genannt. Diese schalten sich ausschließlich bei der Betätigung des Fahrtrichtungsanzeigers (Blinker) zu und ab. Auch unterscheiden sich die US-gesetzlichen lichttechnischen Anforderungen von denen in den ECE-Regelungen.
Bei immer mehr Fahrzeugtypen ist Kurvenlicht serienmäßig oder aufpreispflichtig verfügbar. Zum Nachrüsten ist es bisher nur für wenige Modelle erhältlich (etwa für VW Golf V, Opel Astra H, Ford Focus I von Hella).

## Funktionsweise
Für beide Ausführungen des Kurvenlichtes bilden die Geschwindigkeit, der Lenkwinkel und die Gierrate die Grundeingangsgrößen, die in einem speziellen Algorithmus verrechnet werden. Dies geschieht in einem Steuergerät der Fahrzeugelektronik. Das Steuergerät gibt dann die notwendigen Signale an die Aktoren weiter.
- Beim statischen Kurvenlicht wird zusätzlich der Schalter für den Fahrtrichtungsanzeiger als Eingangsgröße für den Algorithmus verwendet. Als Aktuator dient eine zusätzliche Halogen-Glühlampe oder Leuchtdioden. Um den Komfort dieser Lichtfunktion zu erhöhen, geschieht das Ein- und Ausschalten nicht schlagartig, sondern durch Dimmen des Systems nach zeitlichen Parametern.
- Beim dynamischen Kurvenlicht sind die Aktoren sogenannte Schrittmotoren, die das Abblendlicht horizontal in die gewünschte Richtung schwenken. Vorgegeben wird dazu nicht nur die Endposition, also der Schwenkwinkel, sondern auch die Winkelgeschwindigkeit, d. h. wie schnell die Endposition erreicht werden soll.

Zur Realisierung der Kurvenlichtfunktion in einem Fahrzeug sind zusätzliche lichttechnische Einrichtungen und Steuergeräte notwendig. Die vorhandenen Einrichtungen für die automatische Leuchtweitenregulierung (Sensoren, Algorithmen, Stellmotoren) können nicht genutzt werden, da sie die Lichtverteilung nur vertikal verstellen können.

## Gesetzliche Bestimmungen
Das dynamische Kurvenlicht darf bei stehendem Fahrzeug auf einen Lenkradeinschlag nach links nicht reagieren (gilt für Rechtsverkehr, Linksverkehr entsprechend). Hintergrund dabei ist, dass eine Blendung des entgegenkommenden Verkehrs vermieden werden soll.
Das Abbiegelicht darf nur bei einer Geschwindigkeit unterhalb von 50 km/h aktiv sein.

## Adaptives Kurvenlicht bei Motorrädern

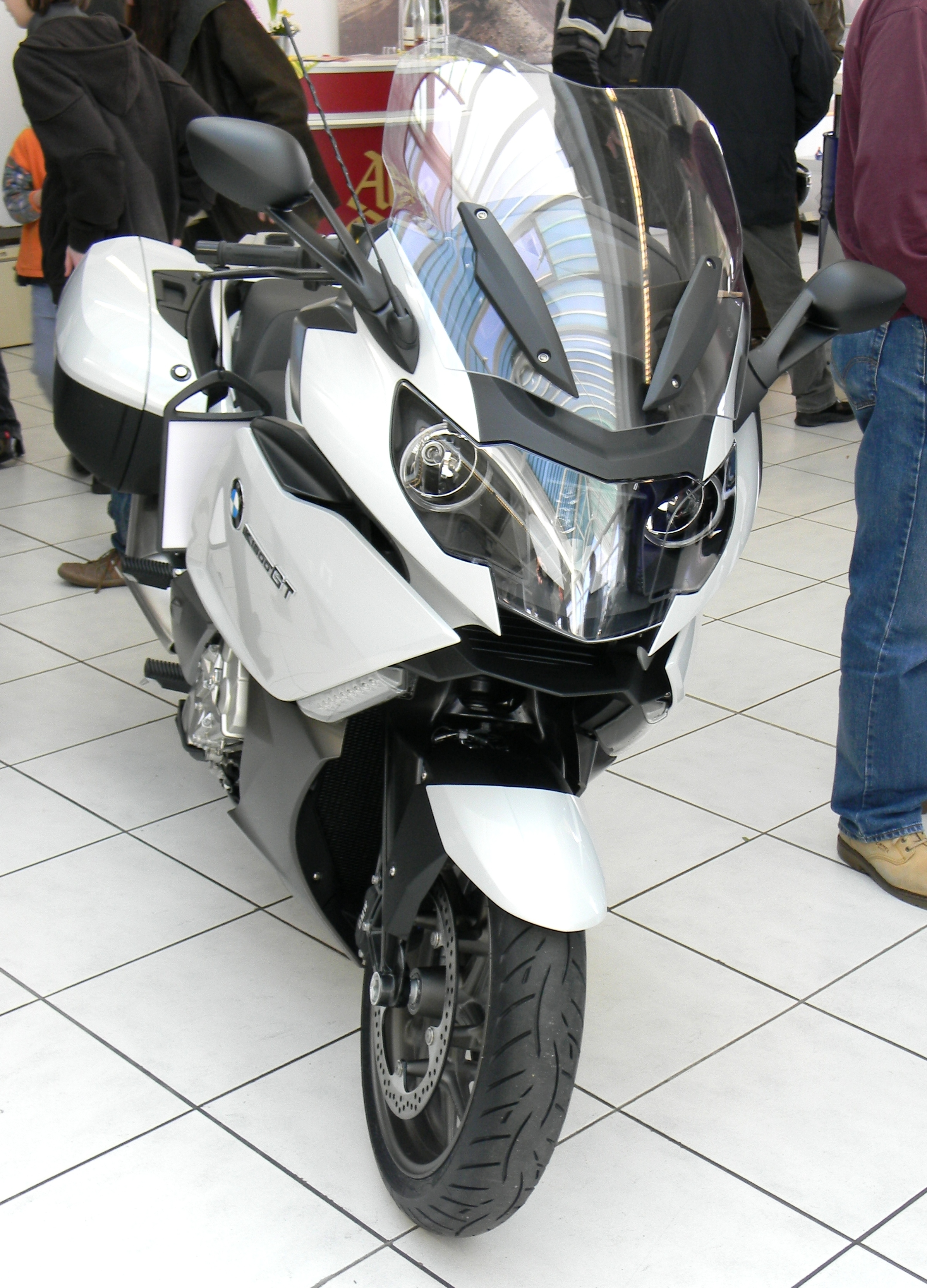
BMW K 1600 GT mit Spiegel für das adaptive Kurvenlicht

Bei Motorrädern leuchtet das Abblendlicht bei einer Kurvenfahrt durch die Schräglage zur entgegengesetzten Seite, dadurch ist schon bei geringer Schräglage nur eine sehr schlechte Ausleuchtung der Straße möglich. Dies kommt beim Abbiegen oder beim Befahren eines Kreisverkehrs stark zum Tragen. Da der Lenkereinschlag anders als bei mehrspurigen Fahrzeugen nicht unmittelbar mit dem Kurvenradius zusammenhängt, wird die Schräglage zur Steuerung herangezogen. Da sich diese aber nur sehr aufwendig über ein Kreiselsystem ermitteln lässt, ist adaptives Kurvenlicht bisher nur bei Oberklasse-Tourern realisiert worden. Hierbei werden entweder zusätzliche Leuchten verwendet, wie bei der Yamaha FJR1300, oder die Schräglage wird durch ein Spiegelsystem ausgeglichen, wie bei der BMW K 1600 GT.

## Sonstiges
Opel arbeitet an einem Frontlicht, das nicht blendet. Es soll eine Frontkamera haben. Statt beweglicher Teile werden verschiedene LEDs angesteuert und das Abblenden dauert bloß 20 Millisekunden und nicht wie vorher 250 Millisekunden. Im VW Phaeton kommt ein neues System von Valeo zum Einsatz.
Beim LED-System kann das Beleuchtungsfeld in verschiedenen Bereichen unterschiedlich gestaltet werden, um beispielsweise den Gegenverkehr nicht zu blenden und trotzdem eine großflächige Ausleuchtung des Restfeldes zu erreichen.